# Истомин, Юрий Васильевич
Юрий Васильевич Истомин (3 июля 1944, Харьков, Украинская ССР, СССР — 6 февраля 1999, Москва, Россия) — советский футболист, защитник. Мастер спорта СССР международного класса (09.10.1972), Заслуженный мастер спорта СССР (25.02.1992). За сборную СССР провёл 34 матча, в том числе 7 за олимпийскую сборную.
Вице-чемпион Европы 1972 года и бронзовый призёр Олимпийских игр-72 (вместе с Ревазом Дзодзуашвили один из 2-х игроков, выступивших в составе сборной СССР на этих двух турнирах).

## Биография
Воспитанник харьковского клуба «Авангард».
В 1964 году перешёл в СКА Киев, в котором провёл два сезона. С 1966 года по 1974 год выступал за московский ЦСКА, в составе которых в 1970 году стал чемпионом СССР. Неоднократно вызывался в сборную страны, участвовал в чемпионате Европы 1968 и 1972 гг. В 1972 году стал серебряным призёром ЧЕ и бронзовым призёром Олимпийских игр.
Карьеру завершил в СК «Луцк».

## Достижения
- Чемпион СССР: 1970
- Серебряный призёр чемпионата Европы: 1972
- Бронзовый призёр Олимпийских игр: 1972
- В списках 33 лучших футболистов чемпионата СССР (5): № 1 (1970); № 2 (1967, 1968, 1971, 1972).